# الپاويت (بزكش)
الپاويت (بالفارسية: آلپاویت) هي منطقة سكنية تقع في إيران في قسم بزكش الریفي. يقدر عدد سكانها بـ 122 نسمة في 21 أسرة حسب إحصاء سكان سنة 2006.